# 聯程機票
聯程機票（英語：Interline Ticketing, Interlining），是現代航空業其中一種相當普遍的經營模式，由電子機票的平台上衍生而成。簡單來說，就是由航空公司代售另一航空公司機票的制度，讓未有飛行接駁航線，但有飛往鄰近城市的航空公司，能連同另一航空公司的接駁機票一同以轉機機票的方式出售予顧客。事實上，隨著航空業迅速的發展，現今的聯程機票大多由代碼共享協議所取代，已經相當少見，通常是轉機前往一些較冷門的地方或在多程機票中才會出現。

## 說明
要出售聯程機票，所有涉及的航空公司必須互有協議，並使用電子機票的平台。以香港前往波多黎各聖胡安為例，兩者之間並無直航，但由於香港的國泰航空與美國航空之間有聯程機票的協議，因此國泰航空可以出售香港經紐約至聖胡安的轉機機票，當中包括了代售美國航空的紐約-聖胡安機票，以及國泰航空本身的香港-紐約機票。
聯程機票不同於代碼共享協議，代售機票的航空公司不會在代售航班上掛上自己的編號。也就是說，在美國航空的紐約-聖胡安一程的航班當中，並不會掛上國泰航空的編號。
與此同時，部分航空公司能夠提供行李直掛及發行聯程登機證的安排，讓乘客在轉機機場中，不需重新辦理領取行李及領取登機證的手續，便能直接轉機，以縮短轉機時間。否則的話，旅客便須在轉機機場重辦所有手續，正如乘坐兩次飛機一樣。